# Marcus Armstrong
Marcus Armstrong (ur. 29 lipca 2000 w Christchurch) – nowozelandzki kierowca wyścigowy. Mistrz Włoskiej Formuły 4 w 2017 roku, wicemistrz Niemieckiej Formuły 4 w 2017, Formuły 3 w 2019 oraz Toyota Racing Series w 2019. Od 2017 roku członek Akademii Kierowców Ferrari. W 2022 roku kierowca Formuły 2 w zespole Hitech Grand Prix.

## Wyniki
| Legenda oznaczeń w tabelach wyników Wyświetl szablon na nowej stronie | Legenda oznaczeń w tabelach wyników Wyświetl szablon na nowej stronie                                                                     |
| Oznaczenie                                                            | Wyjaśnienie |
| --------------------------------------------------------------------- | --- |
| Złoty                                                                 | Zwycięzca lub mistrzostwo |
| Srebrny                                                               | 2. miejsce lub wicemistrzostwo |
| Brązowy                                                               | 3. miejsce lub II wicemistrzostwo |
| Zielony                                                               | Ukończył, punktował (w klasyfikacji generalnej, gdy zdobył co najmniej jeden punkt na przestrzeni sezonu, poza trzema powyższymi opcjami) |
| Niebieski                                                             | Ukończył, nie punktował (w klasyfikacji generalnej, gdy nie zdobył co najmniej jednego punktu na przestrzeni sezonu)                      |
| Czerwony                                                              | Nie zakwalifikował się (NZ) |
| Czerwony                                                              | Nie prekwalifikował się (NPK) |
| Różowy                                                                | Nie ukończył (NU) |
| Różowy                                                                | Niesklasyfikowany (NS) (w klasyfikacji generalnej, gdy nie został sklasyfikowany w żadnym wyścigu sezonu)                                 |
| Czarny                                                                | Zdyskwalifikowany (DK) |
| Czarny                                                                | Wykluczony (WYK/EX) |
| Biały                                                                 | Nie wystartował (NW) |
| Biały                                                                 | Kontuzjowany (K/INJ) |
| Biały                                                                 | Wyścig odwołany (OD/C) |
| Bez koloru                                                            | Został wycofany (WYC/WD) |
| Bez koloru                                                            | Nie przybył (NP/DNA) |
| Bez koloru                                                            | Nie brał udziału w treningach (NT/DNP) |
| Bez koloru                                                            | Nie został zgłoszony (–) |
| Pogrubienie                                                           | Start z pole position |
| Kursywa                                                               | Najszybsze okrążenie wyścigu |
| †                                                                     | Nie ukończył, ale jego rezultat został zaliczony ze względu na przejechanie więcej niż 90% dystansu wyścigu.                              |
| *                                                                     | Sezon w trakcie |
| 1/2/3                                                                 | Punktowana pozycja w sprincie kwalifikacyjnym                                                                                             |
| Lista systemów punktacji Formuły 1                                    | |

### Podsumowanie
| Sezon   | Seria                                         | Zespół                                | Starty | P1 | PP | NO | Podia | Punkty | Pozycja |
| ------- | --------------------------------------------- | ------------------------------------- | ------ | -- | -- | -- | ----- | ------ | ------- |
| 2013/14 | Toyota Finance 86 Championship                | Neale Motorsport                      | 7      | 0  | 0  | 0  | 0     | 316    | 8       |
| 2014/15 | Toyota Finance 86 Championship                | Neale Motorsport                      | 8      | 3  | 2  | 1  | 5     | 482    | 7       |
| 2014/15 | New Zealand Formula Ford Championship         | n.d.                                  | 3      | 1  | 1  | 0  | 2     | 0      | NS†     |
| 2015/16 | Toyota Finance 86 Championship                | Neale Motorsport Auckland City Toyota | 3      | 0  | 0  | 1  | 2     | 150    | 17      |
| 2016    | Brytyjska Formuła 3 BRDC                      | Double R Racing                       | 3      | 0  | 0  | 1  | 0     | 0      | NS†     |
| 2016    | Europejski Puchar Formuły Renault 2.0         | R-ace GP                              | 2      | 0  | 0  | 0  | 0     | 0      | NS†     |
| 2016    | Północnoeuropejski Puchar Formuły Renault 2.0 | R-ace GP                              | 2      | 0  | 0  | 0  | 0     | 23     | 24      |
| 2017    | Włoska Formuła 4                              | Prema Powerteam                       | 21     | 4  | 6  | 0  | 13    | 283    | 1       |
| 2017    | Niemiecka Formuła 4                           | Prema Powerteam                       | 21     | 3  | 2  | 1  | 11    | 241    | 2       |
| 2017    | Toyota Racing Series                          | M2 Competition                        | 15     | 3  | 1  | 0  | 8     | 792    | 4       |
| 2018    | Europejska Formuła 3                          | Prema Theodore Racing                 | 30     | 1  | 3  | 3  | 10    | 260    | 5       |
| 2018    | Grand Prix Makau                              | SJP Theodore Racing by Prema          | 1      | 0  | 0  | 0  | 0     | n.d.   | 8       |
| 2018    | Toyota Racing Series                          | M2 Competition                        | 15     | 2  | 1  | 1  | 10    | 901    | 3       |
| 2019    | Formuła 3                                     | Prema Racing                          | 16     | 3  | 1  | 4  | 7     | 158    | 2       |
| 2019    | Toyota Racing Series                          | M2 Competition                        | 15     | 5  | 2  | 5  | 10    | 346    | 2       |
| 2019    | Grand Prix Makau                              | SJM Theodore Racing by Prema          | 1      | 0  | 0  | 0  | 0     | n.d.   | 8       |
| 2020    | Formuła 2                                     | ART Grand Prix                        | 24     | 0  | 0  | 0  | 2     | 52     | 13      |
| 2021    | Formuła 2                                     | DAMS                                  | 23     | 1  | 0  | 0  | 2     | 49     | 13      |
| 2022    | Formuła 2                                     | Hitech Grand Prix                     | 28     | 3  | 0  | 0  | 4     | 93     | 13      |

† - Jako gość nie mógł zdobywać punktów.

### Europejska Formuła 3
| Rok  | Zespół                | Wyniki w poszczególnych eliminacjach | Wyniki w poszczególnych eliminacjach | Wyniki w poszczególnych eliminacjach | Wyniki w poszczególnych eliminacjach | Wyniki w poszczególnych eliminacjach | Wyniki w poszczególnych eliminacjach | Wyniki w poszczególnych eliminacjach | Wyniki w poszczególnych eliminacjach | Wyniki w poszczególnych eliminacjach | Wyniki w poszczególnych eliminacjach | Wyniki w poszczególnych eliminacjach | Wyniki w poszczególnych eliminacjach | Wyniki w poszczególnych eliminacjach | Wyniki w poszczególnych eliminacjach | Wyniki w poszczególnych eliminacjach | Wyniki w poszczególnych eliminacjach | Wyniki w poszczególnych eliminacjach | Wyniki w poszczególnych eliminacjach | Wyniki w poszczególnych eliminacjach | Wyniki w poszczególnych eliminacjach | Wyniki w poszczególnych eliminacjach | Wyniki w poszczególnych eliminacjach | Wyniki w poszczególnych eliminacjach | Wyniki w poszczególnych eliminacjach | Wyniki w poszczególnych eliminacjach | Wyniki w poszczególnych eliminacjach | Wyniki w poszczególnych eliminacjach | Wyniki w poszczególnych eliminacjach | Wyniki w poszczególnych eliminacjach | Wyniki w poszczególnych eliminacjach | Punkty | Pozycja |
| ---- | --------------------- | ------------------------------------ | ------------------------------------ | ------------------------------------ | ------------------------------------ | ------------------------------------ | ------------------------------------ | ------------------------------------ | ------------------------------------ | ------------------------------------ | ------------------------------------ | ------------------------------------ | ------------------------------------ | ------------------------------------ | ------------------------------------ | ------------------------------------ | ------------------------------------ | ------------------------------------ | ------------------------------------ | ------------------------------------ | ------------------------------------ | ------------------------------------ | ------------------------------------ | ------------------------------------ | ------------------------------------ | ------------------------------------ | ------------------------------------ | ------------------------------------ | ------------------------------------ | ------------------------------------ | ------------------------------------ | ------ | ------- |
| 2018 | Prema Theodore Racing | PAU                                  | PAU                                  | PAU                                  | HUN                                  | HUN                                  | HUN                                  | NOR                                  | NOR                                  | NOR                                  | ZAN                                  | ZAN                                  | ZAN                                  | SPA                                  | SPA                                  | SPA                                  | SIL                                  | SIL                                  | SIL                                  | MIS                                  | MIS                                  | MIS                                  | NÜR                                  | NÜR                                  | NÜR                                  | RBR                                  | RBR                                  | RBR                                  | HOC                                  | HOC                                  | HOC                                  | 260    | 5       |
| 2018 | Prema Theodore Racing | 5                                    | 3                                    | NU                                   | NU                                   | 2                                    | NU                                   | 1                                    | 2                                    | 3                                    | 4                                    | 2                                    | 16                                   | NU                                   | 6                                    | 3                                    | 6                                    | 5                                    | NU                                   | 2                                    | 13                                   | NU                                   | 6                                    | 4                                    | 5                                    | 4                                    | 2                                    | 5                                    | NU                                   | NU                                   | NU                                   | 260    | 5       |

### Formuła 3
| Rok  | Zespół       | Wyniki w poszczególnych eliminacjach | Wyniki w poszczególnych eliminacjach | Wyniki w poszczególnych eliminacjach | Wyniki w poszczególnych eliminacjach | Wyniki w poszczególnych eliminacjach | Wyniki w poszczególnych eliminacjach | Wyniki w poszczególnych eliminacjach | Wyniki w poszczególnych eliminacjach | Wyniki w poszczególnych eliminacjach | Wyniki w poszczególnych eliminacjach | Wyniki w poszczególnych eliminacjach | Wyniki w poszczególnych eliminacjach | Wyniki w poszczególnych eliminacjach | Wyniki w poszczególnych eliminacjach | Wyniki w poszczególnych eliminacjach | Wyniki w poszczególnych eliminacjach | Punkty | Pozycja |
| ---- | ------------ | ------------------------------------ | ------------------------------------ | ------------------------------------ | ------------------------------------ | ------------------------------------ | ------------------------------------ | ------------------------------------ | ------------------------------------ | ------------------------------------ | ------------------------------------ | ------------------------------------ | ------------------------------------ | ------------------------------------ | ------------------------------------ | ------------------------------------ | ------------------------------------ | ------ | ------- |
| 2019 | Prema Racing | CAT                                  | CAT                                  | LEC                                  | LEC                                  | RBR                                  | RBR                                  | SIL                                  | SIL                                  | HUN                                  | HUN                                  | SPA                                  | SPA                                  | MNZ                                  | MNZ                                  | SOC                                  | SOC                                  | 158    | 2       |
| 2019 | Prema Racing | 3                                    | 5                                    | 6                                    | 6                                    | 3                                    | 19                                   | 3                                    | 4                                    | 8                                    | 1                                    | 8                                    | 1                                    | 21                                   | 14                                   | 1                                    | 2                                    | 158    | 2       |

### Formuła 2
| Rok  | Zespół            | Wyniki w poszczególnych eliminacjach | Wyniki w poszczególnych eliminacjach | Wyniki w poszczególnych eliminacjach | Wyniki w poszczególnych eliminacjach | Wyniki w poszczególnych eliminacjach | Wyniki w poszczególnych eliminacjach | Wyniki w poszczególnych eliminacjach | Wyniki w poszczególnych eliminacjach | Wyniki w poszczególnych eliminacjach | Wyniki w poszczególnych eliminacjach | Wyniki w poszczególnych eliminacjach | Wyniki w poszczególnych eliminacjach | Wyniki w poszczególnych eliminacjach | Wyniki w poszczególnych eliminacjach | Wyniki w poszczególnych eliminacjach | Wyniki w poszczególnych eliminacjach | Wyniki w poszczególnych eliminacjach | Wyniki w poszczególnych eliminacjach | Wyniki w poszczególnych eliminacjach | Wyniki w poszczególnych eliminacjach | Wyniki w poszczególnych eliminacjach | Wyniki w poszczególnych eliminacjach | Wyniki w poszczególnych eliminacjach | Wyniki w poszczególnych eliminacjach | Wyniki w poszczególnych eliminacjach | Wyniki w poszczególnych eliminacjach | Wyniki w poszczególnych eliminacjach | Wyniki w poszczególnych eliminacjach | Punkty | Pozycja |
| ---- | ----------------- | ------------------------------------ | ------------------------------------ | ------------------------------------ | ------------------------------------ | ------------------------------------ | ------------------------------------ | ------------------------------------ | ------------------------------------ | ------------------------------------ | ------------------------------------ | ------------------------------------ | ------------------------------------ | ------------------------------------ | ------------------------------------ | ------------------------------------ | ------------------------------------ | ------------------------------------ | ------------------------------------ | ------------------------------------ | ------------------------------------ | ------------------------------------ | ------------------------------------ | ------------------------------------ | ------------------------------------ | ------------------------------------ | ------------------------------------ | ------------------------------------ | ------------------------------------ | ------ | ------- |
| 2020 | ART Grand Prix    | RBR                                  | RBR                                  | RBR                                  | RBR                                  | HUN                                  | HUN                                  | SIL                                  | SIL                                  | SIL                                  | SIL                                  | CAT                                  | CAT                                  | SPA                                  | SPA                                  | MNZ                                  | MNZ                                  | MUG                                  | MUG                                  | SOC                                  | SOC                                  | BHR                                  | BHR                                  | BHR                                  | BHR                                  |                                      |                                      |                                      |                                      | 52     | 13      |
| 2020 | ART Grand Prix    | 2                                    | NU                                   | 7                                    | 3                                    | NU                                   | 9                                    | 16                                   | 10                                   | 14                                   | 14                                   | NU                                   | 15                                   | 15                                   | NU                                   | 14                                   | 18                                   | 9                                    | 11                                   | 9                                    | 14                                   | 7                                    | 4                                    | 11                                   | 14                                   |                                      |                                      |                                      |                                      | 52     | 13      |
| 2021 | DAMS              | BHR                                  | BHR                                  | BHR                                  | MON                                  | MON                                  | MON                                  | BAK                                  | BAK                                  | BAK                                  | SIL                                  | SIL                                  | SIL                                  | MNZ                                  | MNZ                                  | MNZ                                  | SOC                                  | SOC                                  | SOC                                  | JED                                  | JED                                  | JED                                  | YAS                                  | YAS                                  | YAS                                  |                                      |                                      |                                      |                                      | 49     | 13      |
| 2021 | DAMS              | NU                                   | 10                                   | 5                                    | 10                                   | NU                                   | NU                                   | 7                                    | NU                                   | NU                                   | 9                                    | 2                                    | 12                                   | 11                                   | 15                                   | 9                                    | 11                                   | OD                                   | 11                                   | 1                                    | NU                                   | 8                                    | 10                                   | NU                                   | 7                                    |                                      |                                      |                                      |                                      | 49     | 13      |
| 2022 | Hitech Grand Prix | BHR                                  | BHR                                  | JED                                  | JED                                  | IMO                                  | IMO                                  | CAT                                  | CAT                                  | MON                                  | MON                                  | BAK                                  | BAK                                  | SIL                                  | SIL                                  | RBR                                  | RBR                                  | LEC                                  | LEC                                  | HUN                                  | HUN                                  | SPA                                  | SPA                                  | ZAN                                  | ZAN                                  | MNZ                                  | MNZ                                  | YAS                                  | YAS                                  | 93     | 13      |
| 2022 | Hitech Grand Prix | NU                                   | 5                                    | NU                                   | 5                                    | 1                                    | 16                                   | 10                                   | 7                                    | 3                                    | 6                                    | 4                                    | 12                                   | 9                                    | 8                                    | 1                                    | NU                                   | 14                                   | NU                                   | 7                                    | 6                                    | 7                                    | 13                                   | 1                                    | 14                                   | 10                                   | 12                                   | 10                                   | 9                                    | 93     | 13      |